# Palliduphantes stygius
Palliduphantes stygius là một loài nhện trong họ Linyphiidae.
Loài này thuộc chi Palliduphantes. Palliduphantes stygius được Eugène Simon miêu tả năm 1884.